# Полісся (жіночий футбольний клуб)
ЖФК «Полісся» — жіноча команда українського професійного футбольного клубу «Полісся».

## Історія
Житомирщина регулярно була представлена в українських змаганнях своєю дівочою командою завдяки місцевій спеціалізованій дитячо-юнацькій спортивній школі олімпійського резерву. 
В березні 2019 році на базі СДЮСШОР «Полісся» був створений професійний жіночий клуб.
27 серпня 2023 року жіноча команда «Полісся» провела свій перший в історії офіційний матч, де на стадії 1/8 фіналу Кубка України, приймали на своєму полі представника Вищої ліги —«Дніпро-1». Та гра закінчилась з рахунком 0:16 на користь більш досвідченої команди з Дніпра.
В сезоні 2023–2024 команда виступала в групі «А» у Першій лізі чемпіонату України серед жінок.
В жовтні 2023 року посаду президентки жіночої команди клубу посіла Дар'я Буткевич, яка є донькою власника ФК «Полісся» — Геннадія Буткевича.
16 липня 2024 року стало відомо про те, що «Полісся» у сезоні 2024–2025 років братиме участь у Вищій лізі чемпіонату України серед жінок. Житомирська команда замінила там київське «Динамо», керівництво якого перед початком сезону прийняло рішення розформувати свою жіночу команду.

## Пам'ятні матчі
- Перший офіційний матч: 27 серпня 2023 (Кубок України): «Полісся» (Житомир) — «Дніпро-1» — 0:16 [5]
- Перша перемога в офіційному матчі: 10 вересня 2023 (Перша ліга України): «Полісся» (Житомир) — «Янтарочка» (Новояворівськ) — 1:0 [6]
- Перший гол в офіційному матчі: Ольга Інюшкіна, «Полісся» (Житомир) — «Янтарочка» (Новояворівськ)
- Перший матч в вищій лізі: 7 серпня 2024  (Вища ліга України): «Пантери» (Умань) — «Полісся» (Житомир) — 2:1 [7]
- Перший гол в в вищій лізі:  Тетяна Тріль, «Пантери» (Умань) — «Полісся» (Житомир)

## Відомі футболістки
- Валентина Тараканова
- Тетяна Тріль
- Юлія Семенюк
- Юлія Стець